# Centre syrien pour les médias et la liberté d'expression
Le Centre syrien pour les médias et la liberté d'expression, ou SCM (Syrian Center for Media and Freedom of Expression), fondé en 2004, est une ONG syrienne, dirigée par l'avocat et défenseur des droits humains Mazen Darwish.

## Historique
Le Centre syrien pour les médias et la liberté d'expression est une organisation partenaire de Reporters sans frontières, dès sa fondation en 2004. RSF avait obtenu un accord mais l'organisation n'est finalement jamais reconnue par les autorités syriennes. Le SCM continue malgré tout de fonctionner en secret. 
En 2006, le groupe lance un site d'information indépendant, syriaview.net, mais le site est rapidement interdit par le gouvernement syrien. 
En 2004 et 2007, les bureaux sont fermés à deux reprises par les services secrets syriens.
En avril 2008, Mazen Darwish, et trois de ses collègues, dont Hassan Kamel, sont arrêtés après avoir couvert des émeutes à Adra, une ville près de Damas, ils sont emprisonnés pendant dix jours pour « diffamation et insulte aux organes administratifs de l'État ». Trente-cinq organisations internationales de défense de la liberté de la presse cosignent une lettre protestant cette condamnation, la décrivant comme faisant partie « d'un schéma continu de harcèlement et de détention de journalistes et de militants ». Darwish fait également l'objet d'une interdiction de voyager l'empêchant de quitter la Syrie.

## Printemps arabes et soulèvement révolutionnaire
Mazen Darwish rapporte des affrontements à Daraa au début de 2011, au début de ce qui deviendra la révolution puis la guerre civile syrienne. En mars, il couvre une manifestation demandant la libération des prisonniers politiques, et l'Observatoire syrien des droits de l'homme rapporte qu'il est arrêté peu de temps après.
Le 16 février 2012, des hommes qui appartiendraient au service de renseignement de l'armée de l'air syrienne font une descente dans le bureau de Damas du Centre syrien pour les médias et la liberté d'expression. Yara Bader est arrêtée, de même que son mari, Mazen Darwish, et treize autres journalistes et militants pour la liberté d'expression dont la blogueuse Razan Ghazzawi,.
Yara Bader bénéficie d'une libéré conditionnelle à compter du 10 mai 2012, de même que Razan Ghazzzawi, Hanadi Zahlout, Sanaa Zitani, Mayadah al-Khalil, Joan Farso, Ayham Ghazzoul, et Bassam al-Ahmad. Ils doivent comparaître le 29 mai pour « possession de publications interdites ». Cependant, Mazen Darwish, le blogueur Hussein Ghrer et trois autres membres du Centre syrien pour les médias et la liberté d'expression font l'objet d'une disparition forcée.
Les « 4 de Douma », militants pour les droits de l'homme Razan Zeitouneh, Samira Khalil et leurs collègues du Centre de documentation des violations en Syrie, arrêtés à Douma le 9 décembre 2013, font également partie du SCM fondé par Mazen Darwish.